# Markus Fierz
Markus Eduard Fierz (20 de juny de 1912 - 20 de juny de 2006) fou un físic teòric suís, particularment conegut per la seva formulació del teorema d'estadística de l'espín, i per les seves contribucions al desenvolupament de la teoria quàntica, física de partícules, i mecànica estadística. Va rebre la Medalla Max Planck el 1979 i la Medalla Albert Einstein el 1989 per tota la seva feina.
El pare de Fierz era un químic a Geigy i més tard professor a l'Eidgenössische Technische Hochschule Zürich (ETH Zurich). Fierz va començar els seus estudis a Göttingen, on va seguir les conferències de Hermann Weyl. El 1933 va retornar a Zurich per estudiar física sota Wolfgang Pauli i Gregor Wentzel. El 1936 va obtenir el doctorat amb una tesi sobre la catàstrofe infraroja en electrodinàmica quàntica. Va treballar amb Werner Heisenberg a Leipzig i el 1936 esdevenia ajudant de Wolfgang Pauli a Zurich. Per la seva tesi d'habilitació el 1939 va tractar els camps relativistes amb espíns arbitraris (amb massa i sense) i va demostrar el teorema d'estadística de l'espín per a camps lliures. Els seus treballs en electrodinàmica quàntica foren estesos. La seva feina sobre camps relativistes amb espíns arbitraris fou emprada més tard en supergravetat. El 1940 esdevingué Privatdozent a Basilea i professor ajudant el 1943. De 1944 a 1959 fou professor de física teòrica a Basilea. El 1950 el passà a l'Institut d'Estudis Avançats de Princeton, on va conèixer Res Jost. El 1959 va dirigir el departament de física teòrica al CERN (Ginebra) i el 1960 esdevingué successor del seu mestre Pauli a l'ETH. El 1977 es va retirar com a professor emèrit. 
El 1940 es va casar amb Menga Biber; que coneixia a través de la música (violí) i amb qui va tenir dos fills.

## Publicacions
- Fierz, M. «Über die relativistische theorie Kräftefreier teilchen mit beliebigem spin» (en alemany). Helv. Phys. Acta, 12, 1, 1939, p. 3–37. DOI: 10.5169/seals-110930. (Fierz, M. «Über die relativistische theorie Kräftefreier teilchen mit beliebigem spin» (en alemany). Helv. Phys. Acta, 12, 1, 1939, p. 3–37. DOI: 10.5169/seals-110930.)
- Fierz, M.; Pauli, W. «On relativistic wave equations for particles of arbitrary spin in an electromagnetic field». Proc.Roy. Soc. A, 173, 953, 1939, p. 211–232. DOI: 10.1098/rspa.1939.0140.
- M. Fierz, 'Zur Theorie der Multipolstrahlung', Helv. Phys. Acta 22 (1949) 489
- M. Fierz, Helv. Phys. Acta 29 (1956) 128
- M. Fierz, ’Spinors', in Proceedings of the International Conference on Relativistic Theories of Gravitation, London, July 1965, H. Bondi ed., Kings College, University of London, 1965
- M. Fierz, 'Warum gibt es keine magnetischen Ladungen?', Helv. Phys. Acta 37 (1964) 663
- M. Fierz, ’Die unitären Darstellungen der homogenen Lorentzgruppe’, in ”Preludes in theoretical physics”, in honor of V. F. Weisskopf, A. de-Shalit, H. Feshbach and L. van Hove (eds.), North Holland, Amsterdam, 1966
- M. Fierz, Vorlesungen zur Entwicklungsgeschichte der Mechanik. Salmer 1972